# Need for Speed : Conduite en état de liberté
 (août 2011).
Si vous disposez d'ouvrages ou d'articles de référence ou si vous connaissez des sites web de qualité traitant du thème abordé ici, merci de compléter l'article en donnant les références utiles à sa vérifiabilité et en les liant à la section « Notes et références ».
Need for Speed : Conduite en état de liberté est un jeu vidéo de course sorti en 1999, développé par EA Canada et édité par Electronic Arts. Il s'agit du quatrième opus de la série des Need for Speed. La version originale disponible en Amérique du Nord est appelé Need for Speed: High Stakes, au Royaume-Uni elle se nomme Need for Speed: Road Challenge.

## Nouveautés
Comme son prédécesseur, Need for Speed III : Poursuite Infernale, Conduite en état de liberté propose des poursuites de police, et introduit trois nouveaux modes de jeu : High Stakes, Délit de fuite et Carrière. High Stakes est un mode de jeu où la récompense pour avoir gagné la course est la voiture du perdant. Dans Délit de fuite, le joueur doit échapper aux forces de police durant un laps de temps donné, de généralement deux minutes. Enfin, le mode Carrière comprend un système de récompense en argent à la fin de chaque championnat effectué, ce qui permet au joueur d'acheter d'autres voitures, et d'en améliorer les performances.
Une autre innovation est l'introduction de dommages visuels. Les véhicules impliqués dans des accrochages, ou chocs, sont déformés et abimés, et leurs performances sont moins bonnes. Après une course en mode carrière, le joueur a le choix de réparer ou non sa voiture. Ce mode permet aussi au joueur, et ce pour la première fois, de mettre à niveau sa voiture, bien que cela consiste simplement en 3 niveaux d'améliorations pour chaque voiture.
La version PlayStation du jeu, sortie quelques mois avant la version Windows, comprend un gameplay amélioré. Seuls les nouveaux circuits sont présents, alors que la version PC reprend d'anciens circuits de Need for Speed III. De plus, l'intelligence artificielle est, selon certaines critiques, plus avancée dans la version sur console. Par exemple, certains adversaires ont un caractère plus agressif, et d'autres poussent le joueur à la faute. La vue intérieure n'est elle disponible qu'uniquement sur PC. Tout comme Need for Speed III, la physique des véhicules est également différente entre les 2 versions.

## Voitures
Les voitures présentes dans Conduite en état de liberté sont des voitures de sports existantes, et une voiture bonus totalement imaginée par les développeurs. Conduite en état de liberté n'utilise plus le traditionnel classement "A", "B" et "C" pour les performances des voitures, mais différentes catégories comme "AAA", "AA", "A" et "B". Voici la liste des voitures présentes dans le jeu :
| Modèles standards - Classe AAA - Mclaren F1 GTR - Mercedes CLK-GTR - La Niña (similaire à El Niño, voiture bonus dans Poursuite infernale) (voiture bonus) - Classe AA - BMW M5 (E39) - Ferrari F50 - Ferrari 550 Maranello - Lamborghini Diablo SV - Porsche 911 Turbo (993) (disponible comme voiture standard et bonus) - Holden MHRT (version australienne seulement) - Nissan Skyline GT-R (version japonaise seulement) - Placeholder A (voiture cachée se trouvant dans le répertoire du jeu mais pas directement dans le jeu) - Classe A - Chevrolet Camaro Z28 (disponible comme voiture standard et bonus) - Chevrolet Corvette (C5) - Jaguar XKR - Pontiac Firebird (T/A) - HSV SV99 (série 2) (version australienne seulement) - Ford Falcon XR8 (version australienne seulement) - Classe B - BMW Z3 (sous le nom de "BMW Roadster 2.8" dans la version PlayStation) - Mercedes SLK 230 | Voitures de police - Classe AAA - Hélicoptère Police (Véhicule Bonus) - Voiture poursuite La Niña (voiture bonus) - Classe AA - Voiture poursuite BMW M5 - Voiture poursuite Lamborghini Diablo SV (voiture bonus) - Voiture poursuite Porsche 911 Turbo - Classe A - Voiture poursuite Corvette (C5) - Voiture poursuite Camaro (voiture bonus) - Classe B - Voiture poursuite HSV GTS (version australienne seulement) |

## Circuits
Les circuits de Conduite en état de liberté sont largement inspirés de Poursuite Infernale. Le joueur peut choisir de rouler de jour ou de nuit, sous le soleil ou la pluie. Les circuits sont aussi disponibles en sens inverse et en mode miroir.
Conduite en état de liberté comporte en tout 10 circuits dont trois à débloquer. Les dix circuits se situent dans différentes locations d'Amérique du Nord et d'Europe de l'Ouest. La majorité d'entre eux prennent place en campagne ou dans des forêts. Les circuits sont :
- Celtic Ruins : en Écosse, comportant des ruines, de grandes prairies, un village, des musées et une forêt.
- Landstrasse : dans l'Allemagne rurale, passant à côté de manoirs, villes et forêts.
- Dolphin Cove : dans la campagne aux États-Unis, juste à côté d'un lac, et cheminant le long de la côte, de forêts et de canyons.
- Kindiak Park : dans un parc national fictif au Canada, et comportant deux chemins de fer, avec un train qui y roule.
- Route Adonf : dans la campagne française, cheminant à travers un vieux village, le long d'une falaise et dans une forêt.
- Durham Road : dans l'arrière pays anglais, parcourant la campagne anglaise.
- Snowy Ridge : aux États-Unis, dans des montagnes enneigées.
- Raceway : Un circuit de course en Italie.
- Raceway 2 : Un circuit de course aux États-Unis.
- Raceway 3 : Un circuit de course en Espagne.